# Seishun Kozō ga Naiteiru / Yūgure wa Ameagari / Ima Koko Kara
Singles par Morning Musume
Tiki Bun / Shabadabadō / Mikaeri Bijin
(2014) Oh My Wish! / Sukatto My Heart / Ima Sugu Tobikomu Yūki
(2015)
Seishun Kozō ga Naiteiru / Yūgure wa Ameagari / Ima Koko Kara (青春小僧が泣いている／夕暮れは雨上がり／イマココカラ, ou Seishun Kozou ga Naiteiru / Yuugure wa Ameagari ...) est le 58e simple de Morning Musume, en fait attribué à "Morning Musume。'15".

## Présentation
Le single, écrit, composé et produit par Tsunku (sauf un titre), sort le 15 avril 2015 au Japon sur le label zetima, six mois après le précédent single, Tiki Bun / Shabadabadō / Mikaeri Bijin ; c'est l'un des plus longs délais de parution entre deux singles du groupe. Il atteint la 2e place du classement hebdomadaire des ventes de l'Oricon.
C'est le premier disque que sort le groupe sous son appellation temporaire "Morning Musume '15" (モーニング娘。’15, prononcé « one five ») destinée à être utilisée durant l'année 2015. C'est son troisième single "triple face A" officiel, après Egao no Kimi wa Taiyō sa / Kimi no Kawari wa Iyashinai / What is Love?  et le précédent single, contenant trois chansons principales et leurs versions instrumentales (Seishun Kozō ga Naiteiru, Yūgure wa Ameagari, et Ima Koko Kara) ; c'est donc son troisième single à ne pas contenir de "face B" (alias c/w) officielle.
Comme les six singles le précédant, il sort en deux éditions régulières différentes notées "A" et "B", avec des pochettes différentes et incluant une carte de collection (sur quatorze possible pour chaque édition de ce single : une de chacune des treize membres et une du groupe, en costumes de scène différents pour la "A" ou pour la "B"). Il sort également dans quatre éditions limitées, notées "A", "B", "C", et "D", avec des pochettes différentes et contenant chacune un DVD différent en supplément ainsi qu'un ticket de loterie pour participer à une rencontre avec le groupe.
C'est le premier single du groupe avec les quatre nouvelles membres de la "12e génération" intégrées en début d'année : Haruna Ogata, Miki Nonaka, Maria Makino, et Akane Haga. C'est aussi son premier single à sortir après le départ de Sayumi Michishige, qui a quitté le groupe peu après la sortie du précédent single.
La troisième chanson du single, Ima Koko Kara, est la première chanson du groupe à être utilisée comme générique d'anime : elle sert de thème de fin au film Pretty Cure All Stars: Spring Carnival de la franchise Pretty Cure qui sort en mars 2015 ; trois des personnages du film sont d'ailleurs doublés par des membres du groupe : Haruna Iikubo, Ayumi Ishida, et Sakura Oda.

## Formation
Membres du groupe créditées sur le single :
- 9e génération : Mizuki Fukumura, Erina Ikuta, Riho Sayashi, Kanon Suzuki
- 10e génération : Haruna Iikubo, Ayumi Ishida, Masaki Satō, Haruka Kudō
- 11e génération : Sakura Oda
- 12e génération (début) : Haruna Ogata, Miki Nonaka, Maria Makino, Akane Haga

## Listes des titres
Les titres sont écrits et composés par Tsunku, sauf n°3 (et 6) écrit par Kumiko Aoki et composé par Hideaki Takatori.
| CD    | CD                                                                | CD    | CD | CD | CD | CD | CD | CD | CD |
| No    | Titre                                                             | Durée |    |    |    |    |    |    |    |
| ----- | ----------------------------------------------------------------- | ----- | -- | -- | -- | -- | -- | -- | -- |
| 1.    | Seishun Kozō ga Naiteiru (青春小僧が泣いている)                   | 4:16  |    |    |    |    |    |    |    |
| 2.    | Yūgure wa Ameagari (夕暮れは雨上がり)                             | 4:19  |    |    |    |    |    |    |    |
| 3.    | Ima Koko Kara (イマココカラ)                                      | 3:13  |    |    |    |    |    |    |    |
| 4.    | Seishun Kozō ga Naiteiru (Instrumental) (青春小僧が泣いている...) | 4:15  |    |    |    |    |    |    |    |
| 5.    | Yūgure wa Ameagari (Instrumental) (夕暮れは雨上がり...)           | 4:19  |    |    |    |    |    |    |    |
| 6.    | Ima Koko Kara (Instrumental) (イマココカラ...)                    | 3:15  |    |    |    |    |    |    |    |
| 23:37 |                                                                   |       |    |    |    |    |    |    |    |

| 1. | Seishun Kozō ga Naiteiru (Music Video) (青春小僧が泣いている...) | 5:55 |

| 1. | Yūgure wa Ameagari (Music Video) (夕暮れは雨上がり...) | 5:57 |

| 1. | Ima Koko Kara (Music Video) (イマココカラ...) |  |

| 1. | Seishun Kozō ga Naiteiru (Dance Shot Ver.) (青春小僧が泣いている...)                                                                | 4:24  |
| 2. | Seishun Kozō ga Naiteiru / Yūgure wa Ameagari (Making Eizô) (青春小僧が泣いている・夕暮れは雨上がり (メイキング映像)) ("making of") | 32:16 |